# Красношапочная танагра
Красношапочная танагра (лат. Tangara cucullata) — вид новонёбных птиц из семейства танагровых. Распространён только в Сент-Винсенте и Гренадинах. Длина тела около 15 см. Встречаются в лесах, садах и вторичных насаждениях, на всех высотах. Голос: тихий «виит-виит-виит-витвитвитвит». Гнёзда строят на кустах или низких деревьях. Самки откладывают два крапчатых яйца.